# شینیو
شینیو (به لاتین: Xinyu) یک شهر مرکزی در جمهوری خلق چین است که در جیانگشی واقع شده است.

## خصوصیات
شینیو ۳٬۱۷۷٫۶۸ کیلومترمربع مساحت و ۱٬۱۳۸٬۸۷۳ نفر جمعیت دارد.